# Costita
Jorge Costa Galíndez fue un locutor, periodista, actor de radio, animador y actor de comerciales de comienzos del siglo XX. Es uno de los pioneros de los comerciales radiales junto a otras eximias voces argentinas. Falleció muy joven a fines del '40.

## Trayectoria
Costita fue un popular locutor y actor de comedia que tuvo su momento de apogeo en la Radiofonía Argentina durante la década de 1930. Alcanzó notoriedad en 1934 tras ser el cooperador de los "sketchs" del programa encabezado por el primer actor Enrique Muiño titulado Don Ceferino Siempreviva, Marqués del Gran Boleto que se emitió por LR4 Radio Splendid. El programa era un espacio humorístico escrito por Miguel Coronatto Paz y Chas de Cruz y patrocinado por cigarrillos American Club que Splendid ponía en el aire a diario de 21 a 21:30.
Perteneció a la Compañía Argentina de Broadcasting (C.A.B), donde gracias a ella, puso su voz a decenas de comerciales. Dicha compañía fue una agencia publicitaria y productora de programas fundada en 1932, presidida por Ernst Berg y dirección musical de Francisco Lomuto, que contaba con números propios y animadores exclusivos; Tito Martínez del Box junto a Lorenzo Vico Torrá y Ricardo Ruffa.
Tuvo intervenciones junto a Martínez del Box por Radio Belgrano, donde se emitieron audiciones extraordinarias patrocinada por Jabón Federal desde el Cine Teatro Baby.